# Armoryka

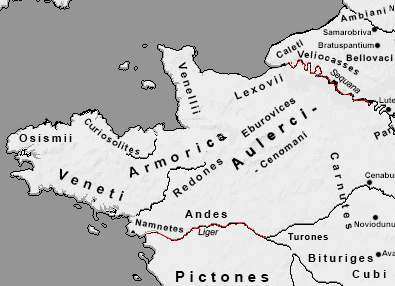
Armoryka na mapie starożytnej Galii

Armoryka (łac. Armorica lub Aremorica, z celtyckiego are „nad” + mor „morze”) – kraina historyczna na terenie starożytnej Galii, obejmująca tereny między Loarą i Sekwaną, tj. późniejszą Bretanię i część Normandii. Zamieszkana przez kilka ludów celtyckich, m.in. Wenetów, Redonów, Namnetów i Unellów.
Podbita przez Cezara w trakcie wojen galijskich, wchodziła później w skład rzymskiej prowincji Gallia Lugdunensis.
Z Armoryki wywodził się św. Jodok.
Do nazwy krainy nawiązuje nazwa planetoidy Armor.